# Montagne bourbonnaise
La Montagne bourbonnaise est une région naturelle de France dans le nord du Massif central couvrant le sud-est du département de l'Allier. Région de moyenne montagne, son point culminant est le puy de Montoncel, à 1 287 m.

Situation de la Montagne bourbonnaise (en vert) dans l'ancienne région Auvergne.

## Géographie

### Situation
Située dans le sud-est du département de l'Allier et limitrophe des départements de la Loire et du Puy-de-Dôme, la Montagne bourbonnaise est encadrée à l'est par les monts de la Madeleine (auxquels elle est parfois associée) et le Roannais (Côte roannaise), au sud par les monts du Forez (forêt des Bois Noirs) et le Livradois, à l'ouest par la Limagne bourbonnaise et au nord par la Sologne bourbonnaise.
Par rapport au Mayet-de-Montagne, ancien chef-lieu du canton et principale localité de la Montagne bourbonnaise, à vol d'oiseau, Vichy se trouve à 20 km au nord-ouest, Roanne à 31 km à l'est, Thiers à 26 km au sud-sud-ouest et Clermont-Ferrand à 56 km au sud-ouest.

### Topographie
La Montagne bourbonnaise est une région de moyenne montagne culminant au puy de Montoncel, à 1 287 m d'altitude. Certains géographes considèrent qu'elle fait partie des monts de la Madeleine. C’est pourtant un ensemble géographique qui se distingue clairement de ces derniers, la vallée de la Besbre constituant une ligne de séparation très nette.
Les sommets remarquables sont :
- le puy de Montoncel (1 287 mètres) ;
- le puy Snidre (1 232 mètres) ;
- Montlune (1 198 mètres) ;
- Mont Saint-Thomas (1 176 mètres) ;
- la Bois de la Pierre du Mort (1 120 mètres) ;
- la Pierre Charbonnière (1 027 mètres) ;
- le Roc des Gabelous (980 mètres) ;
- Les Rocs Paillés (931 mètres) ;
- Le Grand Roc (872 mètres).

### Géologie
La Montagne bourbonnaise présente un relief morcelé de forme convexe, constitué par de longues lignes de crête orientées nord-ouest/sud-est. Elle est parcourue par de nombreux cours d'eau qui forment des vallées parallèles plus ou moins étroites. L'ensemble du massif est un horst majoritairement constitué de roches granitiques du socle datant du Paléozoïque. Il prolonge vers le nord le horst du Forez et sépare comme lui deux fossés d'effondrement : la Limagne où coule l'Allier à l'ouest et la plaine de la Loire à l'est. La partie nord-ouest du massif est une zone intermédiaire entre le massif montagnard et la plaine de l'Allier ; elle présente une géologie diverse: coteaux calcaires bordant l'Allier, formations gréseuses du Mésozoïque le long de vallées et plateau recouvert de sable et d'argile du Bourbonnais au nord.

### Hydrographie
La Montagne bourbonnaise se trouve dans le bassin versant de la Loire avec deux principales rivières :
- la Besbre, longue de 106 km, affluent en rive gauche de la Loire. Un barrage hydroélectrique y a été construit entre 1929 et 1931, entre les communes de Châtel-Montagne et du Mayet-de-Montagne créant un lac artificiel d'une capacité de 1 200 000 m3 d'eau, dit lac de Saint-Clément car il se trouve en majorité sur cette commune. Les principaux affluents de la Besbre sont :
  - le Barbenan,
  - le Sapey,
  - la Têche ;
- le Sichon, affluent en rive droite de l'Allier (confluence à Vichy). Son principal affluent est :
  - le Jolan (confluence à Cusset).

La Montagne bourbonnaise possède de nombreuses sources dont l'une, la source Charrier, fut commercialisée nationalement.

### Communes
Les communes de la région se sont regroupées pour la plupart dans la communauté de communes de la Montagne bourbonnaise, ancienne communauté de communes. Ces communes font partie depuis 2017 de la nouvelle communauté d'agglomération Vichy Communauté.
Les quatorze communes totalisent 6 000 habitants en 2022 (population municipale), soit une densité de 15,2 hab./km2.
| Nom                     | Code Insee | Intercommunalité    | Superficie (km2) | Population (dernière pop. légale) | Densité (hab./km2) |
| ----------------------- | ---------- | ------------------- | ---------------- | --------------------------------- | ------------------ |
| Arfeuilles              | 03006      | CA Vichy Communauté | 59,56            | 610 (2022)                        | 10                 |
| Arronnes                | 03008      | CA Vichy Communauté | 26               | 382 (2022)                        | 15                 |
| La Chabanne             | 03050      | CA Vichy Communauté | 20               | 172 (2022)                        | 8,6                |
| La Chapelle             | 03056      | CA Vichy Communauté | 21,1             | 396 (2022)                        | 19                 |
| Châtel-Montagne         | 03066      | CA Vichy Communauté | 36,81            | 321 (2022)                        | 8,7                |
| Ferrières-sur-Sichon    | 03113      | CA Vichy Communauté | 38,58            | 506 (2022)                        | 13                 |
| La Guillermie           | 03125      | CA Vichy Communauté | 12,33            | 122 (2022)                        | 9,9                |
| Laprugne                | 03139      | CA Vichy Communauté | 34,61            | 310 (2022)                        | 9                  |
| Lavoine                 | 03141      | CA Vichy Communauté | 17,53            | 152 (2022)                        | 8,7                |
| Le Mayet-de-Montagne    | 03165      | CA Vichy Communauté | 29,03            | 1 388 (2022)                      | 48                 |
| Molles                  | 03174      | CA Vichy Communauté | 26,89            | 916 (2022)                        | 34                 |
| Nizerolles              | 03201      | CA Vichy Communauté | 17,57            | 288 (2022)                        | 16                 |
| Saint-Clément           | 03224      | CA Vichy Communauté | 25,98            | 284 (2022)                        | 11                 |
| Saint-Nicolas-des-Biefs | 03248      | CA Vichy Communauté | 28,9             | 153 (2022)                        | 5,3                |

### Voies de communication
Quatre principales routes départementales traversent la région naturelle : la RD 7 (reliant Lapalisse à Saint-Priest-la-Prugne, dans le département de la Loire), la RD 25 (Cusset – Châtel-Montagne), la RD 62 (Cusset – Le Mayet-de-Montagne) et la RD 995 (Cusset – Ferrières-sur-Sichon – Saint-Just-en-Chevalet).
Deux lignes de chemin de fer à voie unique ont été actives dans la première moitié du XXe siècle.

## Histoire

### Faux-sauniers et gabelous
Sous l'Ancien Régime, la Montagne bourbonnaise était un point de passage pour les faux-sauniers qui acheminaient le sel de contrebande entre l'Auvergne, pays rédimé de gabelle, où le sel était moins cher, et le Bourbonnais, pays de grande gabelle. Le roc des Gabelous (980 m), point culminant de la zone des Bois Bizin, tire son nom des agents du fisc qui en avaient fait, aux XVIIe et XVIIIe siècles, l'un de leurs points de surveillance favoris dans leur lutte contre les contrebandiers.

### Chemin de fer
Alors que dans le dernier quart du XIXe siècle, s'était développé en France et plus particulièrement dans le département de l'Allier, un important réseau ferré secondaire à voie métrique, la Montagne bourbonnaise était restée à l'écart du développement du chemin de fer. Au début du XXe siècle, deux lignes à voie métrique unique du réseau ferré secondaire de l'Allier vont la désenclaver. Une première de Lapalisse au Mayet-de-Montagne est ouverte en 1906 et une seconde de Cusset à Mayet-de-Montagne en 1910 qui sera rapidement étendue vers Vichy d'un côté et Ferrières-sur-Sichon puis Lavoine et enfin par le col du Beaulouis relié au réseau ferré secondaire de la Loire. Devenant de plus en plus déficitaire, comme la plupart des lignes du réseau secondaire, la ligne de Lapalisse sera fermée en 1939, comme la plupart des lignes du département, et celle de Vichy-Lavoine en 1949 (bien que déficitaire, elle avait été maintenue du fait du mauvais réseau routier de la Montagne bourbonnaise et de la difficulté d'y mettre en place un service d'autocars).

### Résistance
La Montagne bourbonnaise a abrité pendant la Seconde Guerre mondiale un certain nombre de maquis. Comme la région reste assez facilement accessible et vu la proximité de Vichy, ces maquis regroupaient de petits effectifs très mobiles. Parmi les résistants qui se sont illustrés dans les actions menées dans la Montagne bourbonnaise, on trouve Alice Arteil.

## Langues régionales

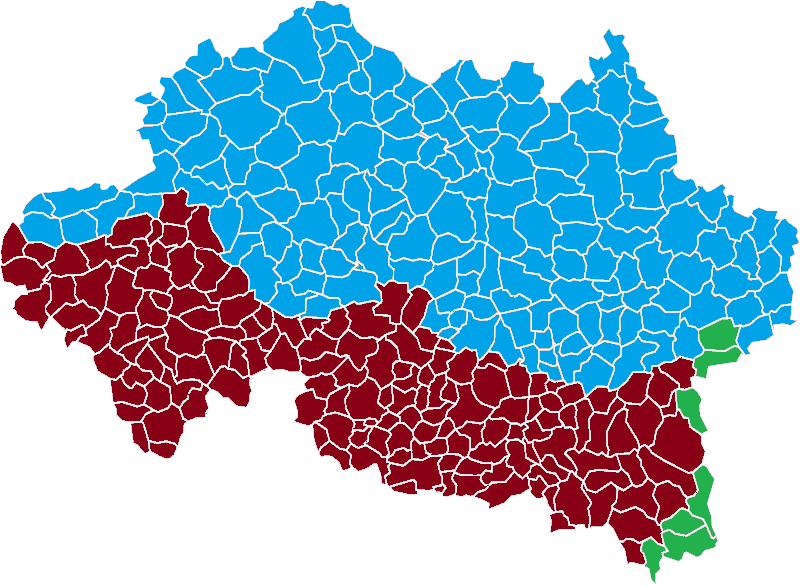
Carte linguistique de l'Allier selon lAtlas sonore des langues régionales de France (CNRS). En rouge sombre : le bourbonnais du Croissant ; en bleu : le bourbonnais d'oïl ; en vert : l'arpitan.

La Montagne bourbonnaise parle traditionnellement deux parlers bourbonnais. La majorité parle le bourbonnais du Croissant (langue de transition entre occitan et langue d'oïl), tandis que quelques communes de l'est du massif parle francoprovençal (Laprugne, Lavoine, Saint-Nicolas-des-Biefs, Saint-Pierre-Laval),.

## Tourisme

### Festivités

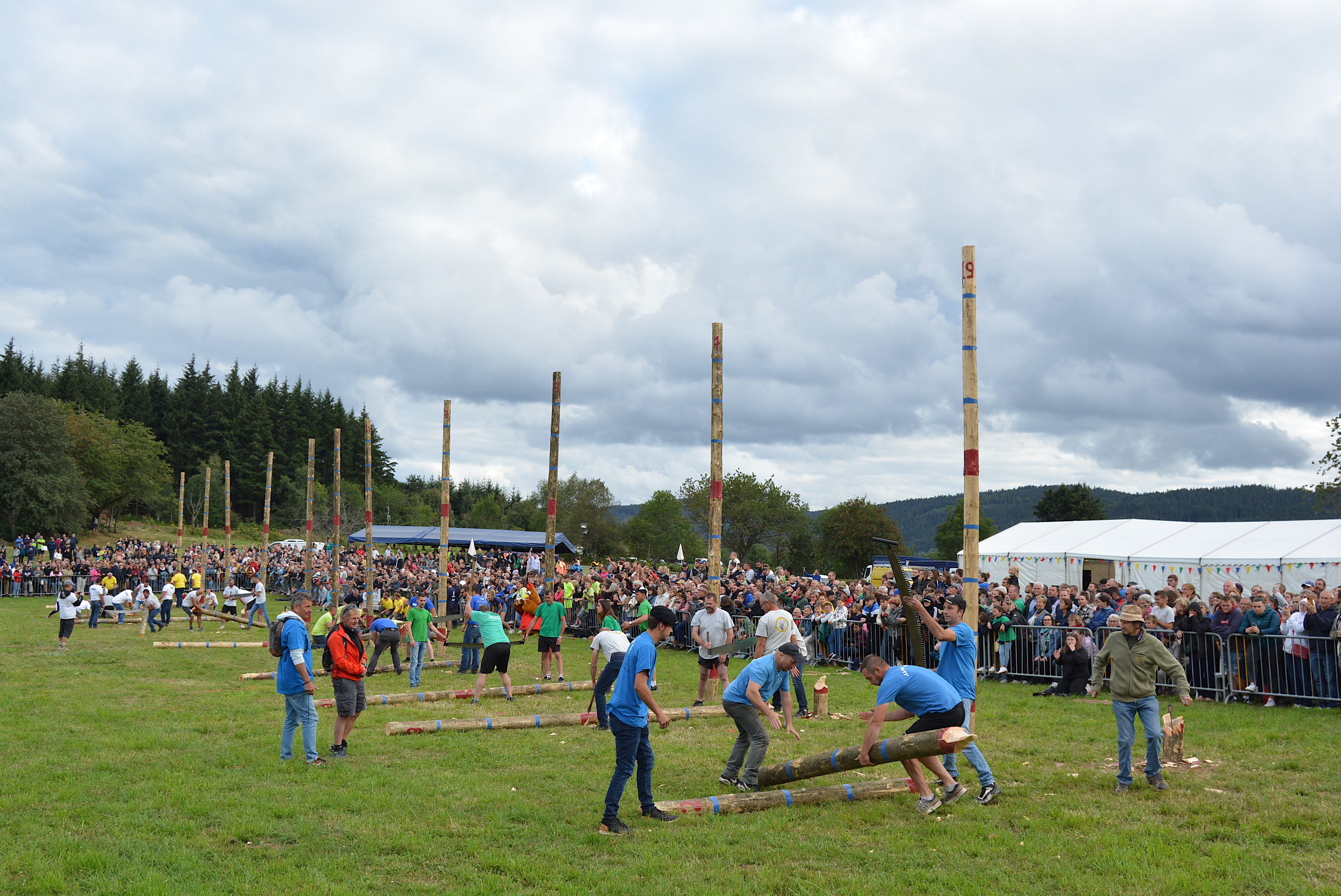
Le bûcheronnage est l'une des trois principales épreuves des Grands Jeux de la Montagne bourbonnaise.

Chaque année, depuis 1966, se déroulent les Grands Jeux de la Montagne bourbonnaise, tous les premiers dimanches d'août. Ils opposent des équipes des communes de la région.
Cette pratique festive est reconnue par le ministère de la culture et inscrite à l'inventaire du patrimoine culturel immatériel en France en 2012.

### Stations de ski
- Station de ski de La Loge des Gardes sur la commune de Laprugne, proposant 5 pistes (1 rouge, 1 bleue et 3 vertes) entre 1 077 et 1 160 m.
- Foyer de ski de fond du Montoncel à Lavoine.
- Foyer de ski de fond de La Verrerie à Saint-Nicolas-des-Biefs.